# 친일반민족행위자 재산의 국가귀속에 관한 특별법
친일반민족행위자 재산의 국가귀속에 관한 특별법은 러일전쟁 이후부터 1945년 광복 이전까지의 친일행위로 축재된 재산에 대해 국가로 귀속시키는 것에 대한 법령이다. 그러나 선의의 목적으로 취득했거나 정당한 대가를 지급하고 취득한 경우에 대해서는 예외이다.
친일파의 후손들은 대부분 재산 환수에 불복하고 행정소송 및 헌법소원을 제기하고 있으나, 거의 모두 패소, 각하되고 있다.
이 법률에게는 법률 불소급의 원칙을 어긴 것이 아니냐는 비판도 있다.

## 같이 보기
- 노무현
- 열린우리당
- 친일파
- 한국의 반일감정